# Life (album Dope)
LIFE – drugi album studyjny industrial metalowej grupy Dope. Album wydany został w listopadzie 2001 roku nakładem Epic Records i sprzedał się w liczbie 73000 kopii w Stanach Zjednoczonych.

## Lista utworów
1. „Take Your Best Shot” – 2:48
2. „Now or Never” – 3:26
3. „Nothing (Why)” – 3:59
4. „Stop” – 2:50
5. „Thanks for Nothing” – 2:50
6. „Die MF Die” – 3:06
7. „What About...” – 3:23
8. „Move It” – 2:47
9. „Jenny's Cryin'” – 3:11
10. „With or Without You” – 3:36
11. „Crazy” – 3:05
12. „Slipping Away” – 3:02
13. „March of Hope” – 3:26
  1. „You're Full of Shit” (ukryty utwór) – 3:32